# Château de Fournoux
Le château de Fournoux est situé au lieu-dit Château de Fournoux, au bord de la rivière Tardes, sur la commune de Champagnat, dans le département de la Creuse, région Nouvelle-Aquitaine, en France.